# 龍肚里
龍肚里為一個位於台灣高雄市美濃區的里，與獅山里不含南部凸出部分、龍山里不含西北端凸出部分、廣林里西南部凸出部分的東半部合稱「龍肚」。龍肚廣興區聚落包括龍肚方面的龍肚、龍山、獅山三里以及廣興方面的廣林、興隆、廣徳三里。

## 水資源
美濃區的平原面積大半為荖濃溪與美濃溪水系之行水區，可用平地集中於區中心、吉洋，以及部份的龍肚、廣興一帶。現獅子頭圳的水源引自荖濃溪，利用竹子門發電廠在荖濃溪取水發電後的尾水，導入獅子頭圳幹線灌溉下獅子頭圳有名的十穴，水從此分流十路出去游田，灌溉受益面積達4,400公頃。

## 信仰
龍肚地區在1761年由鍾丁伯完成龍肚水圳的建置，開鑿水圳的鍾丁伯、涂百清及蕭阿王被合稱為「水利三恩公」，美濃人的開基伯公廟不只有土伯公，還有水伯公，為龍肚地區獨有特色。

## 宗廟
- 龍蘭窩威武祠
- 龍肚清水宮：信眾大多為美濃龍肚庄地區龍肚里、龍山里、獅山里等三個里的居民，每年例行祭祀慶典儀式有三次，分別是年初的起福、年尾的完福，以及每年正月初六祖師爺誕辰[5]。
- 玉龍宮慈母殿 （页面存档备份，存于）